# Jong FC Utrecht
Jong FC Utrecht er reservehold for den hollandske fodboldklub FC Utrecht fra Utrecht. Holdet har spillet i Hollands næstbedste række Eerste divisie siden 2016.